# Колакович, Азра
Азра Колакович (босн. Azra Kolaković; 1 января 1977, Бихач — 2 октября 2017, Бихач, ФБиГ), более известная под псевдонимом Донна Арес (босн. Donna Ares) — боснийская поп-фолк-певица.

## Биография
Уроженка Бихача, окончила там музыкальную школу в 1995 году. Поступила в консерваторию, однако не окончила её из-за разгоревшейся в Югославии войны и начала уже в 1997 году выступать с концертами.
Азра под именем Донна Арес в 1997 году участвовала в хорватском музыкальном конкурсе «Дора», победитель которого получал право представлять Хорватию на Евровидении . В том же году она записала первую песню «Kazna» в родном Бихаче, а популярность ей тогда принесли ещё две песни «Ubila me tvoja nevjera» и «Idi, idi moja vilo».
Первый сольный альбом Донна Арес записала в 1998 году в Дуйсбурге. В 2000 году вышел её сборник Donna Live 2000, куда она включила свои лучшие песни в стиле поп-фолк, а также песни и на английском языке. В 1999 году она записала несколько песен с Халидом Бешличем, материалы которых вошли в её новый сборник 2001 года.
Донна Арес прославилась также своими кавер-версиями: одной из них стала песня «Noćas mi srce pati» (оригинал «Šta će mi život» в исполнении Сильваны Арменулич). После 10 лет карьеры она вернулась в родной Бихач. Своё возвращение она ознаменовала сольным концертом.
Умерла от рака 2 октября 2017 года.

## Дискография
- Ti me više ne voliš (1998)
- Donna Live 2000 (2000)
- Sviraj nešto narodno + Mix II (2001)
- Čuvaj se dušo - Ja sam tatin sin (2002)
- Nemoj da pogađam (2003)
- Donna Ares Mix III (2004)
- Megamix (2004)
- Jackpot (2005)
- Nemam razloga za strah (2006)
- To mi nije trebalo (2006)
- Fantastična (2009)
- Povratka nema (2011)